# Кадікасинське сільське поселення
Кадіка́синське сільське поселення (рос. Кадикасинское сельское поселение) — муніципальне утворення у складі Моргауського району Чувашії, Росія. Адміністративний центр — присілок Кораккаси.

## Склад
До складу поселення входять такі населені пункти:
| Населений пункт        | Населення, осіб (2010) |
| ---------------------- | ---------------------- |
| Анаткаси, присілок     | 73                     |
| Кадікаси, присілок     | 522                    |
| Калайкаси, присілок    | 157                    |
| Карамалькаси, присілок | 159                    |
| Кораккаси, присілок    | 357                    |
| Кюрегасі, присілок     | 175                    |
| Охтікаси, присілок     | 7                      |
| Сесмери, присілок      | 190                    |
| Чурікаси, присілок     | 113                    |
| Шатракаси, присілок    | 146                    |
| Шоміково, присілок     | 795                    |
| Яраккаси, присілок     | 113                    |